# Embarque dos apaixonados dos franceses para o hospital do mundo...
Embarque dos apaixonados dos franceses para o hospital do mundo... da autoria de José Daniel Rodrigues da Costa (autor de Proteção à francesa) foi publicado em Lisboa, no ano de 1808, pela Oficina de Simão Tadeu Ferreira, com um total de 31 páginas. Pertence à rede de Bibliotecas municipais de Lisboa e é considerado uma "raridade bibliográfica".